# Чарыев, Максат Эсенович
Максат Эсенович Чарыев (туркм. Maksat Esenowiç Çaryýewi) — туркменский дипломат. Чрезвычайный и полномочный посол (2022).

## Биография
В 2002 году окончил Туркменский государственный университет имени Махтумкули, где учился на факультете международного бизнеса и менеджмента. 

### Карьера
- В 2002—2003 годах — преподаватель факультета международной экономики Туркменского государственного университета имени Махтумкули.
- В 2003—2005 годах — первый секретарь Посольства Туркменистана в Германии.
- В 2005—2013 годах — первый секретарь Посольства Туркменистана во Франции.
- В 2013—2019 годах — старший экономист отдела экономического анализа и финансирования Министерства образования Туркменистана.
- В 2019—2022 годах — начальник отдела международного экономического сотрудничества Министерства иностранных дел Туркменистана.
- С 7 июля 2022 года — чрезвычайный и полномочный посол Туркменистана во Франции[2]. 13 октября 2022 года вручил верительные грамоты Президенту Франции Эмманюэлю Макрону[3].
- С 23 сентября 2022 года — постоянный представитель Туркменистана при Организации Объединённых Наций по вопросам образования, науки и культуры (ЮНЕСКО)[4].
- Со 2 февраля 2023 года — чрезвычайный и полномочный посол Туркменистана в Португалии по совместительству[5]. 7 сентября 2023 года вручил верительные грамоты Президенту Португалии Марселу Ребелу де Соуза[6].

## Награды
- Медаль «25 лет Нейтралитета Туркменистана» (11 декабря 2020)[7]
- Медаль «30 лет Независимости Туркменистана» (25 сентября 2021)[8]
- Памятный знак Туркменистана «Magtymguly Pyragynyň 300 ýyllygyna» (10 декабря 2024 года) — учитывая большой личный вклад в изучение в эру Возрождения новой эпохи могущественного государства творческого наследия туркменского поэта-классика Махтумкули Фраги и его популяризацию в мире, в воспитание подрастающего молодого поколения в духе почитания национальных ценностей, традиций и обычаев нашего народа, сформировавшихся на протяжении веков, в воспитание качеств патриотизма, высокой нравственности, трудолюбия, гуманизма, храбрости и мужества, а также по случаю 300-летия со дня рождения Махтумкули Фраги[9]